# Beat Schaller
Beat Schaller (* 1958) ist ein schweizerischer Autor und Manager.

## Leben
Schaller  studierte Medienwissenschaften, Psychologie und Volkswirtschaftslehre in Zürich, Main und Gienrothes. Seit den 1990er Jahren ist er in den Arbeitsbereichen Management, Kommunikation und Training tätig.
Mit 30 Jahren wurde er zum jüngsten Rektor einer Schweizer Berufsschule. Seit 1999 ist Schaller Chef  der Infel AG. Die Aktiengesellschaft gehört zu einem Corporate Publisher der Schweiz mit Standorten in der Zürich und Bern. Außerdem ist er Vorstandsmitglied im Forum Corporate Publishing (FCP).  Nach zwölfjähriger Tätigkeit bei der Infel AG verließ er das Unternehmen im Jahre 2010. Von 2013 bis 2021 leitete er den Lehrmittelverlag Zürich. Im Juli 2021 trennte man sich in «gegenseitigem Einvernehmen».
Darüber hinaus schreibt er Bücher in den Genre Psychologie und Rhetorik. Seine Bücher sind in mehreren Auflagen erschienen und in Sprachen  Chinesisch, Taiwanisch und Koreanisch übersetzt worden.
Er ist Träger des Christian-Padrutt-Preises der Universität Zürich, des internationalen Awards „Best of Corporate Publishing“ und des amerikanischen „Pearl-Awards“.

## Werke
Buchreihe – Die Macht der Psyche:
- Die 202 Essentials menschlichen Verhaltens. Verlag:  Signum – ISBN 3-85436-432-6
- Warum Menschen bei Mondschein besser arbeiten. Warum Täter immer wieder an den Tatort zurückkehren. Warum uns Lebenslügen ein erfülltes Leben ermöglichen. Verlag: Moderne Verlagsges. Mvg Mvg – ISBN 3-636-07012-6

Buchreihe – Die Macht der Sprache:
- Die Macht der Sprache. Verlag: Langen/Müller – ISBN 3-7844-7380-6
- Die Macht der Sprache: Wie Sie überzeugend wirken. 101 Werkzeuge und 1001 Beispiele. Verlag: Signum – ISBN 3-85436-368-0

Andere Bücher:
- Macht und Magie der Drei. Verlag: Versus – ISBN 978-3-909066-12-4 und Vahlen – ISBN 978-3-8006-5675-2
- Die Macht der Tat. Nur die Wirkung zählt. Verlag: Signum – ISBN 3-85436-355-9
- Chefsprache: Strategien und Tools für ein Handwerk mit Zukunft. Verlag: Signum – ISBN 3-85436-418-0
- Die Macht der Kommunikation. Verlag: Langen/Müller – ISBN 3-7844-7414-4
- Sprengstoff zwischen dir und mir. Mißverständnisse fragen nicht nach Erlaubnis. Verlag: Orell Füssli – ISBN 3-280-02336-X